# David T. Kenney
David T. Kenney (3 avril 1866 - 26 mai 1922) est un inventeur américain.
Il déposa entre 1903 et 1913 neuf brevets concernant des aspirateurs mécaniques ou manuels qui ont dominé l'industrie des aspirateurs aux États-Unis jusqu'aux années 1920.